# Número de Dean
El Número de Dean (De) es un número adimensional utilizado en mecánica de fluidos para el estudio de flujos en tuberías y canales curvados.

## Etimología
Su nombre es en honor al científico británico William Reginald Dean quien estudió estos flujos en la década de los años 1920. Algunos autores incluyen un factor adicional de 2 en la definición o llaman D2 al número de Dean.

## Contexto físico
Si un fluido se mueve a lo largo de una tubería recta que después de algún punto se curva, las fuerzas centrípetas en la curva harán que las partículas del fluido cambien su dirección de movimiento principal. Habrá un gradiente de presión adverso generado por la curvatura con un aumento de presión, por lo tanto, una disminución de la velocidad cerca de la pared convexa, y lo contrario ocurrirá hacia el lado exterior de la tubería. Esto da lugar a un movimiento secundario superpuesto al flujo primario, con el fluido en el centro de la tubería siendo barrido hacia el lado exterior de la curva y el fluido cerca de la pared de la tubería regresará hacia el interior de la curva. Se espera que este movimiento secundario aparezca como un par de células contra rotantes que se denomina vórtices de Dean.

## Simbología
| Símbolo                       | Nombre                | Unidad  |
| ----------------------------- | --------------------- | ------- |
| {\displaystyle \mathrm {De} } | Número de Dean        |         |
| {\displaystyle \mathrm {Re} } | Número de Reynolds    |         |
| {\displaystyle L}             | Longitud              | m       |
| {\displaystyle R}             | Radio de curvatura    | m       |
| {\displaystyle u}             | Velocidad             | m / s   |
| {\displaystyle \nu }          | Viscosidad cinemática | m2 / s  |
| {\displaystyle \rho }         | Densidad              | kg / m3 |

## Descripción
El número de Dean se define como:
{\displaystyle \mathrm {De} ={\sqrt {\frac {{\frac {1}{2}}{\text{(Fuerzas centrifugas)}}}{\text{Fuerzas viscosas}}}}}
|               | 1 | 2 | 3                                                                             |
| ------------- | --- | --- | ----------------------------------------------------------------------------- |
| Ecuaciones    | {\displaystyle \mathrm {De} ={\sqrt {\frac {{\frac {1}{2}}(mu^{2}/R)}{\nu \ (\nu \rho )}}}}                         | {\displaystyle \rho ={\frac {m}{d^{2}L}}}                                                                           | {\displaystyle \mathrm {Re} ={\frac {u\ d}{\nu }}}                            |
| Simplificando | {\displaystyle \mathrm {De} ={\sqrt {\frac {m\ u^{2}}{\nu ^{2}\ \rho \ (2R)}}}}                                     | |                                                                               |
| Sustituyendo  | {\displaystyle \mathrm {De} ={\sqrt {\frac {m\ u^{2}}{\nu ^{2}\ [m/(d^{2}L)]\ (2R)}}}}                              | {\displaystyle \mathrm {De} ={\sqrt {\frac {m\ u^{2}}{\nu ^{2}\ [m/(d^{2}L)]\ (2R)}}}}                              |                                                                               |
| Ordenando     | {\displaystyle \mathrm {De} ={\sqrt {{\Bigl (}{\frac {u\ d}{\nu }}{\Bigr )}^{2}{\Bigl (}{\frac {L}{2R}}{\Bigr )}}}} | {\displaystyle \mathrm {De} ={\sqrt {{\Bigl (}{\frac {u\ d}{\nu }}{\Bigr )}^{2}{\Bigl (}{\frac {L}{2R}}{\Bigr )}}}} |                                                                               |
| Sustituyendo  | {\displaystyle \mathrm {De} =\mathrm {Re} \left({\frac {L}{2R}}\right)^{1/2}}                                       | {\displaystyle \mathrm {De} =\mathrm {Re} \left({\frac {L}{2R}}\right)^{1/2}}                                       | {\displaystyle \mathrm {De} =\mathrm {Re} \left({\frac {L}{2R}}\right)^{1/2}} |

{\displaystyle \mathrm {De} =\mathrm {Re} \left({\frac {L}{2R}}\right)^{1/2}}
El número de Dean es un criterio para determinar si la desviación del flujo de fluido crea remolinos en canales curvos.
De acuerdo con la investigación de Dean, no se forman remolinos secundarios en un espacio curvo con un perfil completamente desarrollado de la entrada para De < 54, el flujo es estable en esta área.
Para números de Dean mayores, si hay perturbaciones menores, el flujo del núcleo más rápido es presionado contra la pared exterior de la tubería por la fuerza centrífuga y desplaza el flujo de la pared más lento, de modo que se forman vórtices típicos de contra rotación (vórtices de Dean) en el exterior de las superficies curvas.

## Transición turbulenta
| De                                          | Descripción |
| ------------------------------------------- | --- |
| {\displaystyle <(40\sim 60)}                | Flujo completamente unidireccional |
| {\displaystyle (40\sim 60)\ a\ (64\sim 75)} | Se pueden observar algunas perturbaciones onduladas en la sección transversal, lo que evidencia algún flujo secundario.                |
| {\displaystyle >(64\sim 75)}                | El par de vórtices de Dean se vuelve estable, lo que indica una inestabilidad dinámica primaria.                                       |
| {\displaystyle >(75\sim 200)}               | Aparece una inestabilidad secundaria, donde los vórtices presentan ondulaciones, torsiones y eventualmente fusión y división de pares. |
| {\displaystyle >400}                        | Se forma un flujo completamente turbulento                                                                                             |

La transición de flujo laminar a turbulento también se ha examinado en varios estudios, aunque no existe una solución universal ya que el parámetro depende en gran medida de la relación de curvatura. De manera algo inesperada, el flujo laminar se puede mantener para números de Reynolds más grandes (incluso en un factor de dos para las relaciones de curvatura más altas estudiadas) que para tuberías rectas, aunque se sabe que la curvatura causa inestabilidad.
- Datos: Q674181